# Hospital Clínico Universitario de Valladolid
El Hospital Clínico Universitario de Valladolid es uno de los dos hospitales generales existentes en la capital vallisoletana. Está situado en la avenida Ramón y Cajal n.º 3 de Valladolid, en el barrio homónimo. Sirvió como heredero del Hospital Provincial de la Resurrección. Es el hospital de referencia del Área de Salud de Valladolid Este de la Comunidad de Castilla y León. Es uno de los dos hospitales docentes de la Facultad de Medicina de la Universidad de Valladolid junto con el Hospital Universitario Río Hortega.
El hospital se inauguró en 1978 y consta de once plantas sobre una base de escasa extensión; así como cinco plantas por debajo del nivel de la planta baja, dotando así a la instalación de 777 camas, así como una nueva área de Urgencias inaugurada en el año 2015.

## Historia

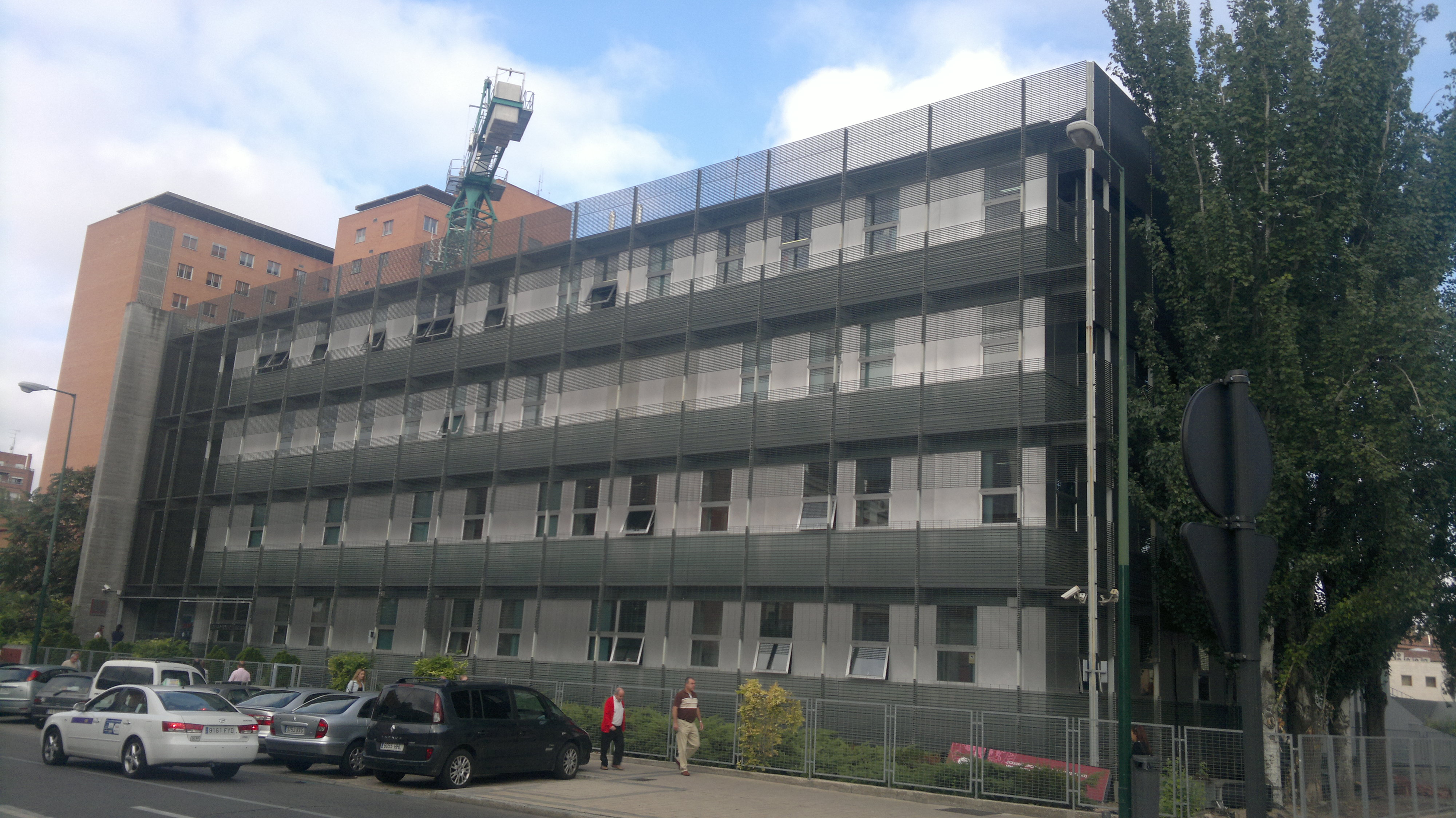
Vista del hospital, situado detrás del Instituto de Biología y Genética Molecular (IBGM).

Fue inaugurado en 1978, para relevar al Hospital Provincial del Prado de la Magdalena que a su vez había sustituido en 1889 al viejo Hospital de la Resurrección. Este centro fue planteado desde su inicio como un punto de desarrollo de las labores asistenciales, docentes e investigadoras.
El edificio comienza a ser construido en 1971 tras fuertes presiones por parte del rector de la Universidad de Valladolid, reclamando un centro con las labores anteriormente mencionadas; obteniendo la financiación para el nuevo edificio hospitalario por parte del Ministerio de Educación; que sería emplazado en el lugar que ocupaba el antiguo seminario diocesano.
La construcción transcurrió sin datos que resaltar hasta su inauguración el 3 de enero de 1978; sin embargo, no sería hasta la publicación de la Orden del 13 de septiembre de 1985 cuando quedaría totalmente integrado en la red sanitaria de la Seguridad Social. Sin embargo, el proyecto no fue concluido totalmente, pues el proyecto de construcción incluía un segundo edificio que sería destinado a servicios materno-infantiles, que ha sido utilizado desde entonces como residencia universitaria.
El hospital es un claro referente en el panorama comunitario y nacional, dado que en su interior se albergan la práctica totalidad de especialidades contempladas en territorio nacional dotándolas de las últimas tecnologías.
El 1 de enero de 2002 fue transferido, al igual que el resto de instituciones hospitalarias, a la Comunidad Autónoma de Castilla y León, formando así parte del Sacyl.

## Características
El hospital cuenta con 777 camas totales instaladas, incluidas las unidades de hospitalización, organizadas en habitaciones individuales, dobles o triples; 22 quirófanos, 2 paritorios y 15 puestos de diálisis. Tras el proceso de ampliación, finalizado en el año 2015, a manos de la Unión Temporal de Empresas ganadora del concurso público de Bernardo García Tapa, Fernando Calvo Pardo y de la vallisoletana S. Mata Arquitectura e Ingeniería S. L., se creó un edificio anexo al viejo bloque de ladrillo que incluía quirófanos, Anatomía Patológica, Rehabilitación, Unidades de Reanimación y Urgencias. Tras un aumento de la superficie de unos 50 000 m2, en la actualidad cuenta con una superficie construida aproximada de 90 500 m2.
El edificio tiene trece plantas en superficie (planta baja más doce plantas) y dos bajo superficie, y está estructurada en cuatro grandes alas cada una de las plantas (Norte, Sur, Este y Oeste) con un centro común donde se ubican los elevadores y las escaleras, además de zonas de descanso. Su diseño es modular y tiene una disposición vertical, como la gran mayoría de hospitales de su época, si bien, su ubicación en el centro de Valladolid impide la presencia de grandes espacios abiertos o verdes en sus inmediaciones; aunque a cambio sí proporciona un mayor número de alojamientos y aparcamientos en zonas próximas.
En el año 2017, la Junta de Castilla y León anunció su intención de retomar las obras para la construcción del proyecto de las consultas externas en la zona del edificio donde se encontraba el Aula Bañuelos. Tras la licitación del proyecto, se adjudica a Joca Ingeniería y Construcciones S.A. dicha obra, que se prevé finalizada a finales de 2024 o inicio de 2025.

## Servicios
El Hospital Clínico Universitario cuenta entre sus servicios con un departamento de trasplante cardíaco, braquiterapia prostática, reproducción humana asistida, melanomas uveales, trasplante de córnea y reconstrucción de la superficie ocular.
Junto a ello, el centro dispone de tecnología de última generación en medicina nuclear, radioterapia y radiodiagnóstico. Además, los profesionales sanitarios cuentan con historiales clínicos informatizados para agilizar las consultas.
En el área de salud de Valladolid Este, es el centro de referencia para las siguientes especialidades:
1. Admisión - documentación clínica
2. Análisis clínicos
3. Anatomía patológica
4. Anestesia y reanimación
5. Angiología y cirugía vascular
6. Aparato digestivo
7. Cardiología
8. Cirugía cardíaca
9. Cirugía general
10. Cirugía torácica
11. Dermatología medicoquirúrgica
12. Diagnóstico prenatal en grupos de riesgo
13. Diagnóstico y tratamiento de infertilidad
14. Diálisis
15. Donación de órganos
16. Endocrinología y nutrición
17. Estomatología
18. Farmacia hospitalaria
19. Farmacología clínica
20. Geriatría
21. Hematología y hemoterapia
22. Inmunología
23. Medicina del trabajo
24. Medicina intensiva
25. Medicina interna
26. Medicina Nuclear
27. Medicina preventiva y salud pública
28. Microbiología y parasitología
29. Nefrología
30. Neumología
31. Neurocirugía
32. Neurofisiología clínica
33. Neurología
34. Obstetricia y ginecología
35. Oftalmología
36. Oncología médica
37. Oncología radioterápica
38. Otorrinolaringología
39. Pediatría
40. Planificación familiar
41. Psiquiatría
42. Radiodiagnóstico
43. Radiología intervencionista
44. Radioterapia
45. Rehabilitación
46. Reumatología
47. Trasplante de corazón
48. Trasplante de córnea
49. Trasplante de riñón
50. Traumatología y cirugía ortopédica
51. Urgencias
52. Urología

Es así mismo el hospital de referencia en toda la provincia en:
- Angiología y cirugía vascular
- Cirugía cardíaca
- Cirugía pediátrica
- Cirugía torácica
- Cuidados intensivos pediátricos
- Hemodinámica
- Medicina nuclear
- Neurocirugía
- Radioterapia
- Trasplante de córnea
- Trasplante renal

Para la población de Palencia es el hospital de referencia en todas aquellas especialidades no disponibles en el Complejo Asistencial de Palencia
Para la población segoviana, es el hospital de referencia en:
- Angiología y cirugía vascular
- Cirugía cardíaca
- Cirugía pediátrica
- Cirugía torácica
- Cuidados intensivos pediátricos
- Hemodinámica
- Medicina nuclear
- Radioterapia
- Trasplante de córnea
- Trasplante renal

Aquellos habitantes de Burgos y Soria que acuden a este hospital, lo hacen para acudir a la especialidad de angiología y cirugía vascular, cirugía cardíaca, cirugía torácica.
Es así mismo el centro de referencia de Castilla y León en cuanto a braquiterapia prostática, braquiterapia de tumores intraoculares, hospitalización infantojuvenil, reconstrucción de la superficie ocular compleja (queratoprótesis), reproducción humana asistida, trasplante cardíaco, tumores intraoculares del adulto se refiere.
Del mismo modo, es hospital de referencia a nivel nacional en reconstrucción de la superficie ocular compleja (queratoprótesis) o en los tumores intraoculares del adulto.

## Nueva área de Urgencias
El Hospital Clínico Universitario de Valladolid abrió su nueva área de Urgencias, ubicado en las instalaciones ubicadas en la parte posterior del hospital, justo al contrario que la anterior área de Urgencias, el 28 de enero de 2015. La entrada se sitúa en la Calle Real de Burgos, donde se encuentra tanto el acceso para vehículos de emergencia como para peatones.
Las nuevas Urgencias han pasado de los 1397 metros cuadrados a los 2448, con un crecimiento del 75 % sobre los espacios de Urgencias anteriores, lo que supone la existencia de circuitos diferenciados e independientes de adultos y pediatría, así como un área de admisión propia que permite mayor rapidez en la admisión de pacientes.
En cuanto a la nueva área pediátrica, supone un aumento de sus espacios asistenciales de los 68 anteriores a los 471 metros, con seis consultas específicas, dos de ellas dedicadas al triaje. Esta zona cuenta además con cuatro salas de exploración, cuatro puestos de observación, un box de aislamiento, una sala de Reanimación Cardio-Pulmonar infantil, una sala de lactancia, seis sillones de primera atención, un puesto de pacientes críticos, un control de enfermería, y varios despachos y salas de reuniones.
También, con motivo de la apertura de las nuevas Urgencias, se ha elaborado una nueva normativa de acceso con el fin de que solo una persona acompañe a los pacientes salvo excepciones, para lo que se le identificará mediante una etiqueta para evitar problemas y aglomeraciones como ocurría en el anterior servicio.
La nueva área de Urgencias del hospital cuenta además con un acceso mejorado para las ambulancias y los vehículos de emergencia reservada exclusivamente para éstos, facilitando la llegada al evitar aglomeraciones de vehículos como ocurría ocasionalmente en la anterior rampa de acceso.

## Las cifras del hospital
Según datos de 2004 el hospital tuvo durante ese año un total de 28 297 ingresos. El número de consultas externas ascendió a 405 322 y las urgencias atendidas fueron 93 618. En cuanto a las intervenciones quirúrgicas se llevaron a cabo 18 111. En la unidad de maternidad hubo 1364 partos y los trasplantes y extracciones de órganos acumularon 134 intervenciones.

## Localización
El hospital está situado muy cerca del centro, lo que lo ubica en una posición prácticamente equidistante de las principales arterias de comunicación de la ciudad, además de contar con una red integral de transporte público.
Acceso a los servicios del hospital
- Desde Madrid y Segovia (N-601): Tomar dirección Burgos-Palencia por VA-20. En esta carretera continuar hasta el desvío Hospital Clínico Universitario.
- Desde Palencia y Burgos: En la A-62, coger la salida 121 Valladolid (Ronda Norte) - Mercaolid - Soria, continuar por VA-20 hasta la salida con dirección Hospital Clínico Universitario.
- Desde León: Pasado Zaratán, llegando a la A-62, coger dirección Burgos-Palencia una vez en la A-62 coger la salida 121 Valladolid (Ronda Norte)- Mercaolid - Soria, continuar por VA-20 hasta la salida con dirección Hospital Clínico Universitario.
- Desde Tordesillas, Zamora y Salamanca: Continuar en la A-62 y coger la salida 121 Valladolid (Ronda Norte)- Mercaolid - Soria, continuar por VA-20 hasta la salida con dirección Hospital Clínico Universitario.
- Desde Peñafiel, Aranda de Duero, Burgo de Osma y Soria: Continuar en A-11-N-122 hasta la ronda interior de Valladolid, una vez en este punto girar a la derecha incorporándose a la VA-20 hasta llegar a la salida con dirección Hospital Clínico Universitario.

Medios de transporte
El hospital está conectado con los principales barrios de la población de la capital castellanoleonesa y poblaciones cercanas, mediante la prolongación de algunas líneas existentes y la creación de otras nuevas:
- Plaza Mayor: L1, L8
- Plaza España: L1, L2, L7, L8, L18
- La Overuela: L18
- Covaresa: L2
- Huerta del Rey: L8
- Estaciones: L2
- Parquesol: L8
- Polígono de Argales: L1, L2
- Polígono de San Cristóbal: L17, L18
- Hospital Universitario Río Hortega: L17
- Plaza Circular: L17, L18
- La Rondilla: L1, L2, L17, L18
- La Cistérniga: L18
- Barrio Belén: L7, L8
- Paseo Zorrilla: L1, L2, L7